# Jumbo (hipermercado)
Jumbo es una cadena de hipermercados de origen chileno, con presencia en Chile, Argentina y Colombia. Fundada en 1976 por Horst Paulmann, Jumbo es perteneciente y pilar del consorcio empresarial Cencosud, que también es dueño de los supermercados Santa Isabel, Disco, Vea y Metro, así como a las tiendas Easy y París. 
La premisa de Jumbo se asocia principalmente a la gran calidad y variedad, el buen servicio y la alta dedicación. Ha sido considerado como uno de los supermercados que logra la mejor satisfacción al cliente.
Sus mayores competidores en Chile son las cadenas de supermercados Líder, del holding Walmart Chile, Tottus, perteneciente al Grupo Falabella y Unimarc. En Argentina su principal competidor es la cadena francesa Carrefour, y las argentinas Coto y ChangoMás; mientras que en Colombia compite con las locales Éxito, Carulla, Alkosto y Olímpica.

### Colombia
Jumbo ingresó al mercado colombiano en 2012, luego de que el grupo chileno Cencosud adquiriera los activos de Carrefour en el país. Desde entonces, opera bajo la marca Jumbo Colombia, con tiendas en ciudades como Bogotá, Medellín, Cali y Barranquilla. La propuesta de valor se basa en la calidad, el servicio y una experiencia de compra moderna. En el país, compite directamente con cadenas como Éxito, Carulla, Alkosto y Olímpica.
Para 2020, cuenta con una cantidad de 25 769 empleados en sus sedes ubicadas en Chile.

## Historia
Horst Paulmann ya tenía experiencia en el rubro supermercadista gracias al restaurante Las Brisas, adquiridos por su familia en 1952 y administrados en conjunto con su hermano Jürgen desde 1956; en 1961, Las Brisas dejó el rubro de restaurante y adoptó el formato de supermercado, similar a lo que ya hacía desde 1957 el Almac en Santiago. La cadena se expandiría durante los años siguientes por el resto del país. 
Posteriormente emigrarían a Santiago, pero separarían sus negocios, quedando Horst con Jumbo y Jürgen con Las Brisas. Horst en solitario fundaría el primer Jumbo, que abrió el 9 de septiembre de 1976 en la Avenida Kennedy 9253 (actualmente Kennedy 9001), en la comuna de Las Condes de Santiago de Chile, donde hoy en día se encuentra el centro comercial Alto Las Condes. Su objetivo era ofrecer una muy amplia gama de productos, mayor que la posible de encontrar en otros supermercados. Para darle mayor visibilidad, crearon a la mascota del supermercado, Jumbito, basada en un famoso paquidermo del mismo nombre de un antiguo circo de Nueva York, reconocido por ser grande y potente, como se buscaba mostrar el nuevo formato de hipermercado que se inauguraba. Con posterioridad se sumó el segundo local en Chile, el de Avenida Francisco Bilbao, abierto el 23 de agosto de 1979). En 1978 se constituiría la sociedad Cencosud y en 1982, tras la crisis económica de Chile en ese año, se abrió el primer hipermercado fuera del país, en Buenos Aires.
En diciembre de 1996 abrió sus puertas el tercer local en Chile y primer local en el sector poniente de Santiago, más precisamente en la comuna de Maipú, en un sector de dicha comuna ubicado en un tramo de la Avenida Américo Vespucio, donde se emplaza el Mall Arauco Maipú.
En 2000 se inaugura el primer supermercado fuera de Santiago, en la ciudad de Rancagua. Para 2004, Jumbo poseía 22 locales en Chile.
Entre 2005, 2006 y 2008, arriban a las regiones del Ñuble y del Maule, abriendo locales en las ciudades de Chillán, Curicó y Talca respectivamente.
En junio de 2011, en Buenos Aires se inaugura un nuevo local denominado «Jumbo Madero Harbour», que se constituye como el primer «supermercado premium» de la cadena. Esta tienda posee 13336 m², mientras que las tiendas habituales rondan los 8000 m², estando abocada a la venta de productos de las secciones de frescos y congelados, pescadería, almacén, rotisería, perfumería y limpieza, bodega y productos importados.
El 18 de octubre de 2012, el grupo Cencosud revela la compra de los activos de Carrefour Colombia por ε 2 600 000 000; haciéndose efectivo así el cambio de la marca de Carrefour por las de Jumbo y Metro durante los próximos 8 meses a partir de la compra.

### Huelgas de trabajadores de Chile en 2012
El 4 de abril de 2012, se realizó en Chile la primera huelga nacional de los trabajadores de Jumbo, demandando un aumento de sueldos y diversas mejoras en el ambiente de trabajo. El 8 de octubre del mismo año, volvió a realizarse una huelga legal en las ciudades de Santiago, Rancagua y Viña del Mar, por las mismas razones. El día 23 del mismo mes los trabajadores, apoyados por la CUT, denunciaron presiones antisindicales en las tiendas de la zona centro-sur del país, mientras que el día 30, en una votación de mil setecientos trabajadores de Jumbo distribuidos en Chillán, Hualpén, Concepción, Los Ángeles, Osorno y Temuco, el 98% decidió sumarse a la huelga, al estar disconformes con el reajuste de sueldos ofrecido por la empresa. El 7 de noviembre se llegó finalmente a acuerdo con la empresa, suspendiendo una huelga planificada para ese día.

## Marcas propias
Cencosud cuenta con un amplio portafolio de marcas propias, que se ofrecen exclusivamente en los recintos comerciales de esta compañía, las cuales ofrecen un variado mix de productos que va desde alimentos hasta vestuario, pasando por electrodomésticos, productos para limpieza y mascotas.

Sus principales marcas que son ofrecidas en Jumbo son: Cuisine & Co, Cuisine & Co Ready!, Máxima, Jumbo, Nex (electrónica), HomeCare (limpieza), Urb (vestuario), Pet's Fun (mascotas) y Club Maxx (librería). 

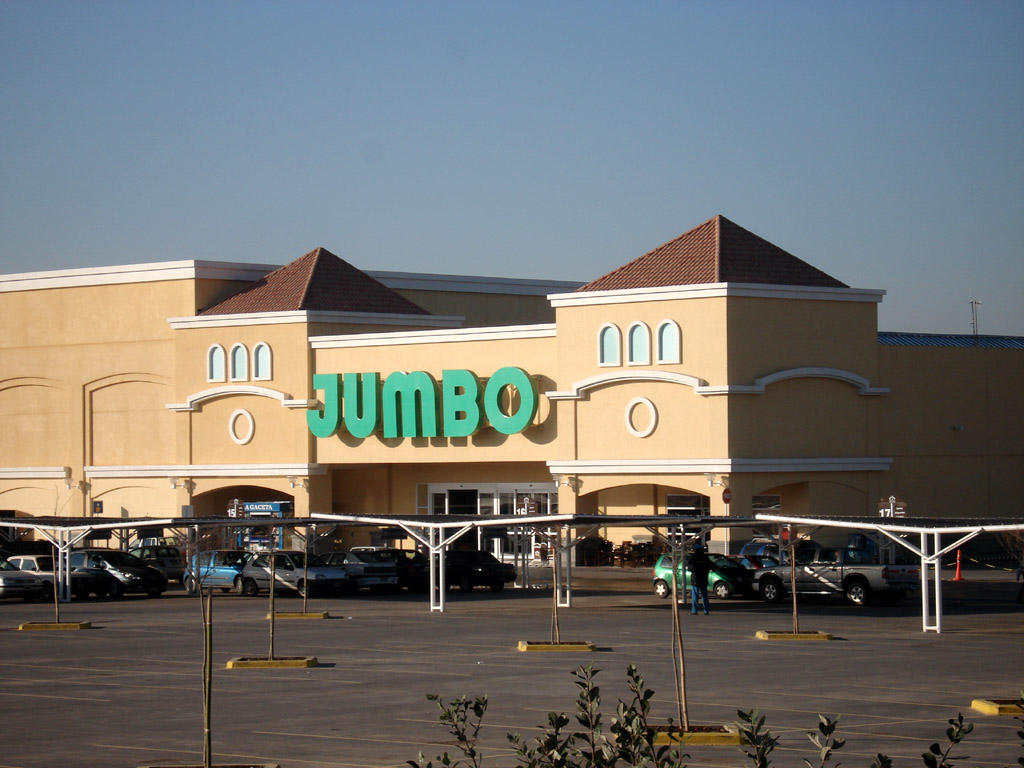
Jumbo en Tucumán, Argentina

Estas marcas se pueden encontrar también en los otros formatos de la compañía como Santa Isabel, Easy, Paris, Johnson, Metro, Wong, Disco o Vea.

### Programa Nuestros Productores
En septiembre de 2022, a través del programa Nuestros Productores de Cencosud, se realizó un llamado a las pequeñas y medianas empresas para formar parte de la red de proveedores del supermercado a nivel nacional, pero haciendo énfasis en el consumo local y la economía sustentable, dándoles así mayor visibilidad y publicidad con la presencia de sus productos en una o más salas de ventas de la cadena, avanzando del mismo modo en políticas de comercio justo entre privados.

## Nuevas tecnologías

### Reparto a domicilio

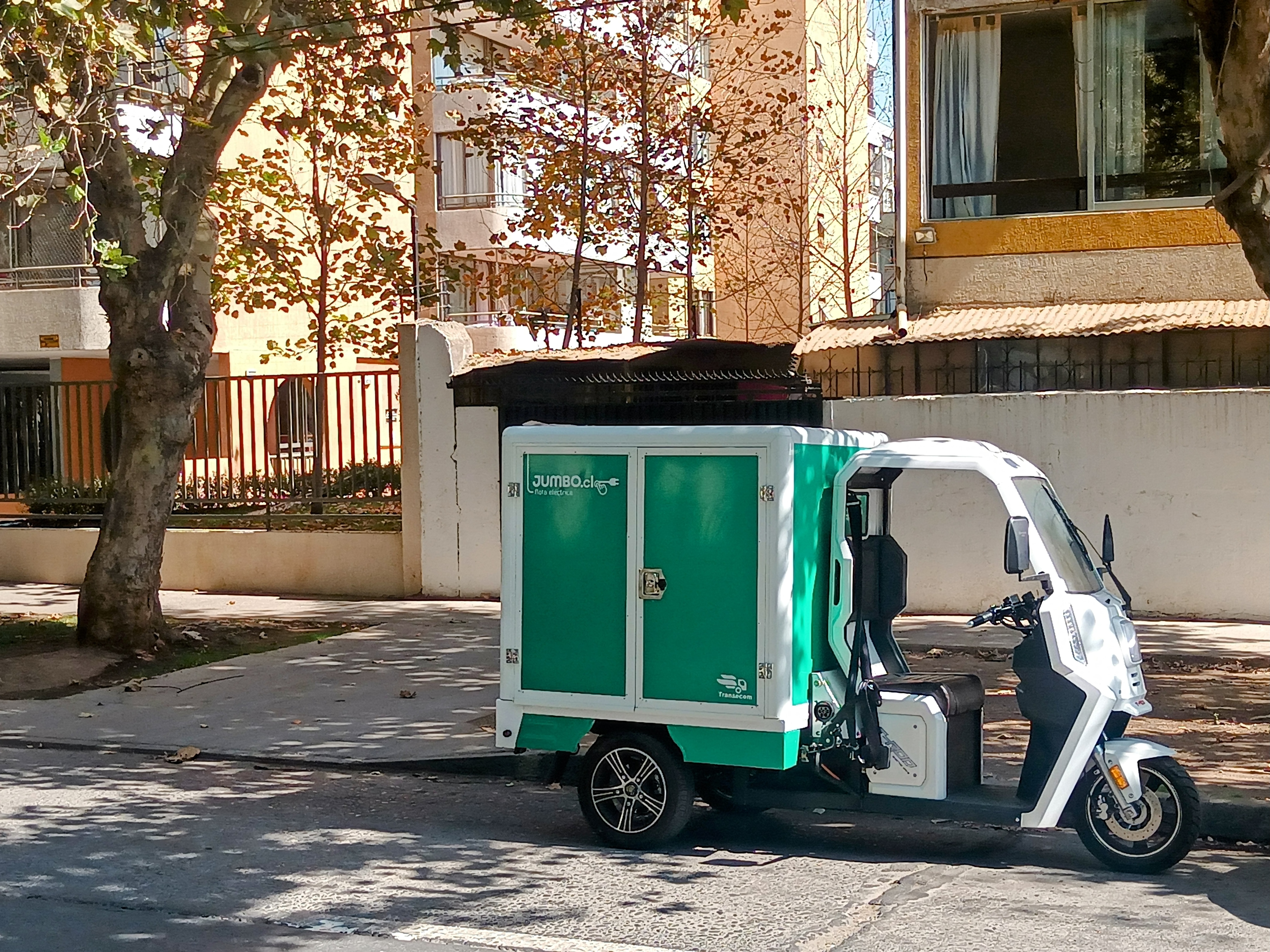
Vehículo eléctrico de reparto a domicilio en el barrio El Llano, San Miguel

En 2019, Jumbo lanzó su propia aplicación móvil para hacer compras con despacho a domicilio, incorporando una flota de vehículos eléctricos de diferentes tamaños en concordancia a las políticas de eficiencia energética e incremento del uso de las energías renovables en Chile, para así reducir la huella de carbono en la cadena logística. En 2022, la cadena de supermercados contabilizaba 77 vehículos electromóviles para dicha tarea, siendo una de las pioneras en el país de la categoría grandes empresas.

### Autoatención en cajas
Desde 2013 que el supermercado incorporó sus primeros módulos para autoatención en las cajas al momento de pagar en el Jumbo ubicados en el Cenco Costanera, Alto Las Condes y la sucursal Lo Castillo (Vitacura). Sumado a esto, en agosto de 2019 fue inaugurado en la sucursal del centro comercial Alto Las Condes el sistema de pagos mediante la app Scan&Go, la cual permite al cliente pagar por los artículos que va adquiriendo mediante la lectura de un código QR, emitiendo una boleta al salir sin tener que pasar por las cajas.